# Анестезиология
Анестезиологията е дял от медицината, който представлява самостоятелна, основна теоретична и практическа наука, решаваща проблемите на борбата с болката, която съпътства почти всички болестни процеси, много лечебни и диагностични процедури, и всички травми – механични, термични, химични и т.н. Анестезиологията разработва, изучава, представя и прилага методите на обезболяване, мускулното отпускане, промяна в съзнанието и потискане на нежелани ефекти, с цел извършване на различни диагностични и лечебни намеси.
Терминът „анестезия (an + esthesia)“ има гръцки произход и означава липса на сетивност (чувство за допир, натиск, температура, в това число и болка), съответно анестезиологията е науката, която изучава и прилага обезболяването.
Успоредно с анестезиологията се развива и реанимацията – науката за възвръщането към живота на пациенти, намиращи се в крайно тежко, критично състояние, на границата между живота и смъртта. Тя изучава танатогенезата (механизмите водещи до настъпването на смъртта), като разработва и прилага методи за възстановяване на жизнените функции на организма.
Интензивното лечение е онзи дял от медицината, който обхваща критичните епизоди от протичането на всяко заболяване, при които съществува реална опасност от настъпването на рязко влошаване и смърт. Този дял от медицината се развива само и единствено във високоспециализирани отделения (ОАРИЛ) и клиники (КАРИЛ), където за да се изведе пациентът от това критично състояние се прилагат методите на интензивното наблюдение (мониторинг), заместването на дишането, ако такова е необходимо (изкуствена белодробна вентилация), подпомагане и поддържане на циркулацията (хемодинамиката) на пациентите.
Така анестезиологията, реанимацията и интензивното лечение, представляват сложна, но логично изградена наука, без която е немислимо развитието на медицината.
Анестезиолог – реаниматор – лекар със специалност по анестезиология и интензивна медицина, /терапевтична специалност по българското законодателство за следдипломните специализации на лекарите; профил – детска анестезиология и реанимация/. Грижи се за всички спешни болни. Стабилизира жизнените им функции чрез медикаменти, инвазивни техники /за осигуряване на апаратно дишане, венозен и артериален достъп, сърдечен масаж и др./. Преценява вида на специалистите и степента на грижите, които трябва да се положат за спасяването на живота на болния, следи състоянието му до пълното стабилизиране. Осъществява предоперативната подготовка на всички болни. Запознава се с вида на операцията и техниката на нейното извършване, за да прецени вида, степента и продължителността от нужда на анестезия. При планови операции запознава пациента или неговите близки с целия обем на информация /в т. ч. рискове и противопоказания/. По време на операцията въвежда и държи болния в анестезия. Следи всичките му жизнени показатели – дишане, сърдечна дейност, хемодинамика, температура, лабораторни показатели. При нужда ги коригира и реанимира болния. След операцията извежда пациента от анестезия, назначава терапия способстваща за оптималното възстановяване и предотвратяваща всички оперативни рискове.